# Мильштейн, Натан Миронович
Ната́н Миро́нович Мильште́йн (при рождении Ну́син Ме́ерович Мильште́йн; 11 (24) декабря 1902, Одесса — 21 декабря 1992, Лондон) — советский и американский скрипач.

## Биография
Родился в далёкой от музыки многодетной семье, о чём в «Книге рождённых евреев Одессы за 1902 год» была сделана запись № 2691: «11 декабря 1902 года у Кишинёвского мещанина Меера Мильштейна и его жены Марьям Рухли родился сын Нусин». Нусин был четвёртым ребёнком и кроме него в семье росло ещё семеро детей. Его отец Меер Дувидович (Дувид-Фишелевич) Мильштейн (1868—?) работал в торговавшей шерстяными тканями фирме «Гурлянд и К»; мать, Марьям-Рухля (Мария) Блюштейн, была домохозяйкой; родители переехали в Одессу из Кишинёва после рождения старшей дочери и все остальные дети родились уже в Одессе.
Обучался игре на скрипке у Петра Столярского до 1914 года, затем в 1916 году учился в Петроградской консерватории у Леопольда Ауэра.
В 1920 году Мильштейн впервые выступил с концертом в Одессе, и в том же году исполнил Скрипичный концерт Глазунова под управлением автора. В течение последующих пяти лет скрипач совершенствовал мастерство и выступал в СССР, часто (с 1923) в одних концертах с Владимиром Горовицем, при этом аккомпанировала Мильштейну сестра Горовица, Регина.
В 1925 году Мильштейн и Горовиц выехали на гастроли за границу и приняли решение не возвращаться на родину. В эти годы музыканты подружились с виолончелистом Григорием Пятигорским, также незадолго до этого эмигрировавшим из СССР, и иногда выступали в трио.
Вскоре Мильштейн обосновался в Брюсселе, где его тепло принял Эжен Изаи. Три года спустя музыкант впервые выступил в Нью-Йорке вместе с филармоническим оркестром этого города, его концерты имели большой успех, и вскоре он перебрался в США, где и выступал в течение ближайших лет. После Второй мировой войны, уже приняв гражданство США (1942), Мильштейн возобновил концерты в Европе. В 1945 году женился на Терезе Кауфман. Мильштейн продолжал концертировать и давать мастер-классы вплоть до 1988 года, когда сломал руку при падении.

## Творчество
Мильштейн считается одним из крупнейших представителей классической русской скрипичной школы XX века, и в то же время наименее «русским» среди них. Такое мнение сложилось из-за чисто интеллектуальной манеры игры скрипача. Мильштейн обладал совершенной техникой исполнения и хорошим чувством формы и стиля. Используя тщательно отработанную технику вибрато и частую смену направления движения смычка, он достигал особого, тёплого и искреннего звучания.
Мильштейн — автор ряда оригинальных сочинений для скрипки, в том числе «Паганинианы», написанной в 1954 году, каденций к концертам Бетховена и других композиторов. Совместно с С. Волковым написал книгу воспоминаний «Из России на Запад» (опубликована в 1990 году в Нью-Йорке).
Выступая с ведущими оркестрами и дирижёрами, Мильштейн давал многочисленные концерты по всему миру и сделал ряд записей сочинений Мендельсона, Бруха, Чайковского и других композиторов. Многие записи скрипача выпущены на компакт-дисках. Наибольшую известность ему принесли исполнения музыки для скрипки соло Иоганна Себастьяна Баха, за которые он в 1975 году получил премию «Грэмми» за лучшее классическое исполнение. Среди других наград Мильштейна — звание Офицера Ордена Почётного легиона (1968).

## Семья
Троюродный брат — американский кинорежиссёр Льюис Майлстоун.